# Maskgulmossa
Maskgulmossa (Drepanocladus trifarius) är en bladmossart som först beskrevs av Friedrich Weber och Daniel Matthias Heinrich Mohr, och fick sitt nu gällande namn av Broth. och Jean Édouard Gabriel Narcisse Paris. Maskgulmossa ingår i släktet krokmossor, och familjen Amblystegiaceae. Arten är reproducerande i Sverige.